# Oospila immaculata
Oospila immaculata är en fjärilsart som beskrevs av Cook 1995. Oospila immaculata ingår i släktet Oospila och familjen mätare. Inga underarter finns listade i Catalogue of Life.